# Another Level (álbum)
Another Level é o álbum de estreia da boy band inglesa Another Level, lançado em 9 de novembro de 1998 no Reino Unido pela Northwestside Records. Inclui o single número um "Freak Me", originalmente cantado pelo grupo de R&B estadunidense Silk, bem como os 10 melhores singles "Be Alone No More", "Guess I Was a Fool" e "I Want You for Myself". O álbum alcançou a posição treze no Reino Unido, onde foi disco de platina em 9 de abril de 1999.
"Be Alone No More" está na trilha sonora da telenovela Torre de Babel.

## Lista de faixas
| Edição inglesa |                                            |                                                                                             |         |  |
| N.º            | Título                                     | Compositor(es)                                                                              | Duração |  |
| 1.             | "Into Another Level"                       | Mark Baron, Dane Bowers, Bobak Kianoush, Wayne Williams                                     | 1:08    |  |
| 2.             | "Freak Me"                                 | Roy Murray, Keith Sweat                                                                     | 4:55    |  |
| 3.             | "The Rain"                                 | Gordon Chambers, D-Moet                                                                     | 4:10    |  |
| 4.             | "I Want You for Myself"                    | Mark Baron, Dane Bowers, Bobak Kianoush, Wayne Williams, Billy "Bad" Ward, Dakari St. Aimee | 5:08    |  |
| 5.             | "I Can See You in My Mind"                 | Mark Baron, Dane Bowers, Bobak Kianoush, Wayne Williams                                     | 2:30    |  |
| 6.             | "Guess I Was a Fool"                       | Joey Elias, Jon-John Robinson                                                               | 5:26    |  |
| 7.             | "Girl What You Wanna Do" (feat. Shola Ama) | Dane Bowers, Wayne Williams, S.P.A, John Paul, Shola Ama                                    | 4:22    |  |
| 8.             | "Whatever You Want"                        | Wayne Williams                                                                              | 4:16    |  |
| 9.             | "Don't Cry"                                | Kenny Tonge, Donell Jones                                                                   | 3:51    |  |
| 10.            | "Anytime You Need Me (Just Call Me Up)"    | Mark Baron, Dane Bowers, Bobak Kianoush, Wayne Williams, Stephen Emmanuel                   | 4:16    |  |
| 11.            | "Be Alone No More" (feat. Jay-Z)           | Steven Dubin, Andrea Martin, Ivan Matias                                                    | 3:58    |  |
| Duração total: | Duração total:                             | Duração total:                                                                              | 42:00   |  |

| Faixas bônus da edição brasileira |                                    |         |  |
| N.º                               | Título                             | Duração |  |
| 12.                               | "Freak Me (Blacksmith R&B Rub)"    |         |  |
| 13.                               | "Be Alone No More (C&J Radio Mix)" |         |  |